# III. Pszammetik

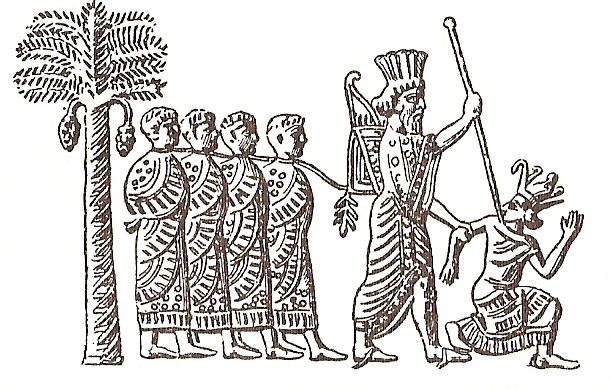
Kambüszész megbünteti a fáraót.

III. Pszammetik (uralkodói nevén Anhkaré; görögösen Pszammetikhósz (ógörögül: Ψαμμετιχως, latinul: Psammetic(h)us; ? – Kr. e. 525, Szúza) Egyiptom fáraója volt a későkorban, ő volt a XXVI. dinasztia utolsó uralkodója, aki azonban mindössze hat hónapig ült a trónon. Uralmát a perzsák döntötték meg, akik elfoglalták országát, őt magát pedig a hódító Kambúdzsija király kivégeztette.

## Élete

### Családja
II. Jahmesz fáraó és egyik felesége, Tentkheta gyermekeként látta meg a napvilágot. Hérodotosz említést tesz Pszammetik egy feleségéről és megemlíti, hogy volt egy lánya és egy Jahmesz nevű fia.

### Uralkodása
Miután édesapja 44 évig tartó, már igen népszerűtlenné váló uralkodás után meghalt, Pszammetik lett a fáraó, Kr. e. 526-ban. Pszammetiknek már nem maradt ideje az ország zilált belső helyzetén javítani.
Pár nappal a fáraó megkoronázása után eső hullt Thébára ami nagyon ritka jelenség volt és az egyiptomiak többségében félelmet keltett, mert rossz előjelnek tartották. A félelmek ezúttal beigazolódtak, mivel Kr. e. 525-ben a Kambúdzsija király vezette perzsák támadást indítottak Egyiptom ellen. A perzsák átkeltek a Sínai-félszigeten, majd megverték az egyiptomi hadsereget Peluszion városánál, mert Pszammetik több (addigi) híve, Halikarnasszoszi Phanész, a görög zsoldosok főparancsnoka nyíltan átpártolt a perzsákhoz, míg az egyiptomi hajóhad vezére, Udzsahorresznet csak egyszerűen nem avatkozott a harcba.
Az egyiptomi sereg kemény küzdelem közben, súlyos veszteségek árán vonult vissza Memphiszbe, amelyet a perzsák ostrom alá vettek. A város hosszú ostrom után elesett, a fáraó pedig családjával együtt fogságba esett. Kambüszész elrendelte a város 2000 legbefolyásosabb emberének kivégzését, köztük Pszammetik fiát is kivégezték, a leányát pedig eladták rabszolgának. Kambüszész Küréné és Núbia ellen indult, ekkor azonban halálhírét keltették. A kettős fiaskó hírére Szúzában lázadás tört ki, amibe az ott fogva tartott Pszammetik és Kambüszész öccse, Bardíja is belekeveredett. Kambüszész visszatért, és Udzsahorresznet sírfeliratán olvashatunk „a király tomboló dühéről, amilyen még nem volt.” Kambüszész szinte válogatás nélkül végeztette ki az egyiptomi és perzsa nemesség tagjait. Pszammetiket Hérodotosz szerint egy bika vérének megivására kényszerítették, amely a halálát okozta.

## Titulatúra
A fáraók titulatúrájának magyarázatát és történetét lásd az Ötelemű titulatúra szócikkben.
| M23 | L2 |

| M23 | L2 |

| p | s | m | T · k |

| p | s | m | T · k |

| p | s | m | T · k |

| p | s | m | T · k |

| p | s | m | T · k |

| p | s | m | T · k |

| p | s | m | T · k |

| p | s | m | T · k |

| M23 | L2 |

| M23 | L2 |

| p | s | m | T · k |

| p | s | m | T · k |

| p | s | m | T · k |

| p | s | m | T · k |

| p | s | m | T · k |

| p | s | m | T · k |

| p | s | m | T · k |

| p | s | m | T · k |

| G39 | N5 | \| \| |
|     |    |       |

|  |

| G39 | N5 | \| \| |
|     |    |       |

|  |

| ra | anx | kA · n |

| ra | anx | kA · n |

| ra | anx | kA · n |

| ra | anx | kA · n |

| ra | anx | kA · n |

| ra | anx | kA · n |

| ra | anx | kA · n |

| ra | anx | kA · n |

| G39 | N5 | \| \| |
|     |    |       |

|  |

| G39 | N5 | \| \| |
|     |    |       |

|  |

| ra | anx | kA · n |

| ra | anx | kA · n |

| ra | anx | kA · n |

| ra | anx | kA · n |

| ra | anx | kA · n |

| ra | anx | kA · n |

| ra | anx | kA · n |

| ra | anx | kA · n |